# Campeonato Europeu de Atletismo Sub-18 de 2022
O Campeonato Europeu de Atletismo Sub-18 de 2022 foi a 3ª edição do torneio para atletas com idade até 18 anos, classificados como sub-18. O campeonato foi organizado pela Associação Europeia de Atletismo no Estádio Givat Ram, em Jerusalém, em Israel, entre 4 a 7 de julho de 2022. Foram disputadas 40 provas, tendo como destaque a Grã Bretanha com 16 medalhas no total, sendo 8 de ouro. O evento retornou após quatro anos desde a última edição em 2018, visto que a edição de 2020 em Rieti foi adiada para 2021 e posteriormente cancelada devido a Pandemia de COVID-19. Uma nova edição em Rieti é programada para 2026.

## Resultados
Esses foram os resultados do campeonato.

### Masculino
| Evento                | Ouro | Ouro            | Prata | Prata         | Bronze | Bronze        |
| --------------------- | --- | --------------- | --- | ------------- | --- | ------------- |
| 100 m                 | Marek Zakrzewski · Polónia                                                                                                | 10.32           | Isak Hughes · Suécia | 10.36 NRU18   | Benedikt Thomas Wallstein · Alemanha                                                                      | 10.44 NRU18   |
| 200 m                 | Dejan Ottou França | 21.10           | Eduardo Longobardi · Itália | 21.22         | Michał Gorzkowicz · Polónia                                                                               | 21.34         |
| 400 m                 | David García · Espanha | 46.67           | Árpád Kovács · Hungria | 47.87         | Adrian Wójciak · Polónia                                                                                  | 48.13         |
| 800 m                 | Jakub Dudycha · Chéquia                                                                                                   | 1:51.35         | Noam Mamu · Israel | 1:51.79       | Davide De Rosa · Itália                                                                                   | 1:51.81       |
| 1.500 m               | Niels Laros · Países Baixos                                                                                               | 3:49.99         | Andreas Fjeld Halvorsen · Noruega | 3:52.14       | Tendai Nyabadza · Grã-Bretanha                                                                            | 3:52.47       |
| 3.000 m               | Niels Laros · Países Baixos                                                                                               | 8:11.49         | Andreas Fjeld Halvorsen · Noruega | 8:13.48       | Edward Bird · Grã-Bretanha                                                                                | 8:14.59       |
| 110 m com barreiras   | David Pronk · Países Baixos                                                                                               | 13.50           | Némo Rase · Bélgica | 13.56         | Nils Leifert · Alemanha                                                                                   | 13.60         |
| 400 m com barreiras   | Bastian Elnan Aurstad · Noruega                                                                                           | 50.89 WLU18     | Fintan Dewhirst · Irlanda | 51.65         | Gergő Takács · Hungria                                                                                    | 51.77         |
| 2.000 m com obstáculo | Sergio del Barrio · Espanha                                                                                               | 5:38.55 , WLU18 | Hicham Errbibih França | 5:40.35 NRU18 | Aarno Liebl · Suíça                                                                                       | 5:40.45 NRU18 |
| Revezamento medley    | Itália · Francesco Inzoli · Filippo Padovan · Eduardo Longobardi · Davide De Rosa · Sofian Safraoui · Luca Marsicovetere* | 1:52.69         | Noruega · Jonathan Hertwig-Ødegaard · Sebastian Berntsen · Even Elias Grannes Pedersen · Bastian Elnan Aurstad · Sindre Strønstad-Løseth* | 1:53.36       | Reino Unido · Teddy Wilson · Dejaune Lingard · Dean Patterson · Tom Gaunce · Callum Webb · Jac Patterson* | 1:53.75       |
| 10 km marcha atlética | Frederick Weigel · Alemanha                                                                                               | 44:01.60        | Giuseppe Disabato · Itália | 44:16.55      | Miguel Espinosa · Espanha                                                                                 | 44:46.88      |
| Salto em altura       | Mattia Furlani · Itália                                                                                                   | 2.15            | Michaelis Christofi · ChipreJakub Walecki · Polónia                                                                                       | 2.13          | Não concedido                                                                                             | Não concedido |
| Salto com vara        | Michał Gawenda · Polónia                                                                                                  | 5.10            | Valentin Imsand · Suíça | 5.10          | Linus Jönsson · Suécia                                                                                    | 5.10 =        |
| Salto em distância    | Mattia Furlani · Itália                                                                                                   | 8.04            | Thomas Martinez França | 7.73 NRU18    | Francesco Inzoli · Itália                                                                                 | 7.58          |
| Salto triplo          | Lachezar Valchev · Bulgária                                                                                               | 15.76 ERU20     | Nicolò Cannavale · Itália | 15.45         | Vasil Rusenov · Bulgária                                                                                  | 15.18         |
| Arremesso de peso     | Ali Peker · Turquia | 21.03 WLU18     | Georg Harpf · Alemanha | 20.16         | Aatu Kangasniemi · Finlândia                                                                              | 19.48         |
| Lançamento de disco   | Mykhailo Brudin · Ucrânia                                                                                                 | 64.51           | Yannick Rolvink · Países Baixos | 63.06 NRU18   | Mihai Damian Motorca · Roménia                                                                            | 58.18         |
| Lançamento de martelo | Iosif Kesidis · Chipre | 78.92           | Aatu Kangasniemi · Finlândia | 77.74         | Georgios Papanastasiou · Grécia                                                                           | 77.37         |
| Lançamento de dardo   | Topi Parviainen · Finlândia                                                                                               | 84.52 ERU18     | Máté Horváth · Hungria | 73.72         | Ryan Jansen · Países Baixos                                                                               | 72.10         |
| Decatlo               | Amadeus Gräber · Alemanha                                                                                                 | 7626            | Leo Göransson · Suécia | 7609          | Alexandre Montagné França                                                                                 | 7591          |

Nota: * Indica que a atleta só competiu nas baterias e recebeu medalhas.

### Feminino
| Evento                | Ouro                                                                         | Ouro                        | Prata                                                                           | Prata         | Bronze                                                                 | Bronze      |
| --------------------- | ---------------------------------------------------------------------------- | --------------------------- | ------------------------------------------------------------------------------- | ------------- | ---------------------------------------------------------------------- | ----------- |
| 100 m                 | Nia Wedderburn-Goodison · Grã-Bretanha                                       | 11.39                       | Chelsea Kadiri · Alemanha                                                       | 11.50         | Renee Regis · Grã-Bretanha                                             | 11.58 =     |
| 200 m                 | Faith Akinbileje · Grã-Bretanha                                              | 23.36                       | Holly Okuku · Alemanha                                                          | 24.03         | Lara Jurčić · Croácia                                                  | 24.22       |
| 400 m                 | Charlotte Henrich · Grã-Bretanha                                             | 53.54                       | Lurdes Gloria Manuel · Chéquia                                                  | 53.61         | Edanur Tulum · Turquia                                                 | 53.96 NRU18 |
| 800 m                 | Malin Hoelsveen · Noruega                                                    | 2:09.29                     | Jana Becker · Alemanha                                                          | 2:09.52       | Iris Downes · Grã-Bretanha                                             | 2:09.56     |
| 1.500 m               | Annie Mann · Grã-Bretanha                                                    | 4:23.41                     | Ayça Fidanoglu · Turquia                                                        | 4:23.98       | Shirin Kerber · Suíça                                                  | 4:24.46     |
| 3.000 m               | Sofia Thøgersen · Dinamarca                                                  | 9:20.56                     | Jessica Bailey · Grã-Bretanha                                                   | 9:32.74       | Edibe Yagiz · Turquia                                                  | 9:34.53     |
| 100 m com barreiras   | Mia McIntosh · Grã-Bretanha                                                  | 13.05                       | Essi Niskala · Finlândia                                                        | 13.29         | Sofia Pizzato · Itália                                                 | 13.33 NRU18 |
| 400 m com barreiras   | Ophelia Pye · Grã-Bretanha                                                   | 58.09                       | Zoë Laureys · Bélgica                                                           | 58.22         | Stephanie Okoro · Grã-Bretanha                                         | 58.44       |
| 2.000 m com obstáculo | Jolanda Kallabis · Alemanha                                                  | 6:20.22 NRU18, WLU18, WLU20 | Alia Budde · Alemanha                                                           | 6:28.09       | Sofia Thøgersen · Dinamarca                                            | 6:29.68     |
| Revezamento medley    | Grã-Bretanha · Renee Regis · Faith Akinbileje · Rebecca Grieve · Etty Sisson | 2:07.18 , ERU18             | Itália · Alice Pagliarini · Ludovica Galuppi · Elisa Marcello · Ngalula Kabangu | 2:07.35 NRU18 | Espanha · Ainhoa Repáraz · Laura Martínez · Adriana Lopez · Ana Prieto | 2:08.80     |
| 5 km marcha atlética  | Sofia Santacreu · Espanha                                                    | 22:46.34 NRU18              | Martina Sciannamea · Itália                                                     | 23:15.40      | Léna Auvray França                                                     | 23:26.07    |
| Salto em altura       | Angelina Topić · Sérvia                                                      | 1.92                        | Johanna Göring · Alemanha                                                       | 1.88          | Merel Maes · Bélgica                                                   | 1.86        |
| Salto com vara        | Iliana Triantafyllou · Grécia                                                | 4.05                        | Viktorie Ondrová · Chéquia                                                      | 3.95 =        | Ella Uddenäs · Suécia                                                  | 3.85 =      |
| Salto em distância    | Ayla Hallberg Hossain} · Suécia                                              | 6.39                        | Brina Likar · Eslovênia                                                         | 6.30          | Plamena Chakarova · BulgáriaLaura Martínez · Espanha                   | 6.24        |
| Salto triplo          | Clémence Rougier França                                                      | 13.72 ERU20                 | Teodora Boberić · Sérvia                                                        | 13.36         | Natalija Dragojević · Sérvia                                           | 13.04       |
| Arremesso de peso     | Cleo Agyepong · Grã-Bretanha                                                 | 17.39 ERU18                 | Chantal Rimke · Alemanha                                                        | 16.86 NRU18   | Paige Stevens · Grã-Bretanha                                           | 16.69       |
| Lançamento de disco   | Curly Brown · Alemanha                                                       | 50.64                       | Princesse Hyman França                                                          | 50.27         | Anna Kicińska · Polónia                                                | 46.60       |
| Lançamento de martelo | Valentina Savva · Chipre                                                     | 70.28                       | Villő Viszkeleti · Hungria                                                      | 69.11         | Emilia Kolokotroni · Chipre                                            | 65.35       |
| Lançamento de dardo   | Veera Sauna-Aho · Finlândia                                                  | 52.22                       | Suze Zeevat · Países Baixos                                                     | 50.68         | Orinta Navikaitė · Lituânia                                            | 50.64       |
| Heptatlo              | Jana Koščak · Croácia                                                        | 6106                        | Sarolta Kriszt · Hungria                                                        | 5794          | Pia Meßing · Alemanha                                                  | 5690        |

## Quadro de medalhas
| Ordem | País          | Medalha de ouro | Medalha de prata | Medalha de bronze | Total |
| ----- | ------------- | --------------- | ---------------- | ----------------- | ----- |
| 1     | Grã-Bretanha  | 8               | 1                | 7                 | 16    |
| 2     | Alemanha      | 4               | 7                | 3                 | 14    |
| 3     | Itália        | 3               | 5                | 3                 | 11    |
| 4     | Países Baixos | 3               | 2                | 1                 | 6     |
| 5     | Espanha       | 3               | 0                | 3                 | 6     |
| 6     | França        | 2               | 3                | 2                 | 7     |
| 7     | Noruega       | 2               | 3                | 0                 | 5     |
| 8     | Finlândia     | 2               | 2                | 1                 | 5     |
| 9     | Polónia       | 2               | 1                | 3                 | 6     |
| 10    | Chipre        | 2               | 1                | 1                 | 4     |
| 11    | Suécia        | 1               | 2                | 2                 | 5     |
| 12    | Chéquia       | 1               | 2                | 0                 | 3     |
| 13    | Turquia       | 1               | 1                | 2                 | 4     |
| 14    | Sérvia        | 1               | 1                | 1                 | 3     |
| 15    | Bulgária      | 1               | 0                | 2                 | 3     |
| 16    | Croácia       | 1               | 0                | 1                 | 2     |
| 16    | Dinamarca     | 1               | 0                | 1                 | 2     |
| 16    | Grécia        | 1               | 0                | 1                 | 2     |
| 19    | Ucrânia       | 1               | 0                | 0                 | 1     |
| 20    | Hungria       | 0               | 4                | 1                 | 5     |
| 21    | Bélgica       | 0               | 2                | 1                 | 3     |
| 22    | Suíça         | 0               | 1                | 2                 | 3     |
| 23    | Irlanda       | 0               | 1                | 0                 | 1     |
| 23    | Israel        | 0               | 1                | 0                 | 1     |
| 23    | Eslovênia     | 0               | 1                | 0                 | 1     |
| 26    | Lituânia      | 0               | 0                | 1                 | 1     |
| 26    | Roménia       | 0               | 0                | 1                 | 1     |
|       | Total         | 40              | 41               | 40                | 121   |

## Participantes
Um total de 957 atletas de 48 nacionalidades membros da Associação Europeia de Atletismo estão competindo. 
- Albânia (1)
- Andorra (2)
- Armênia (2)
- Áustria (15)
- Azerbaijão (1)
- Bélgica (15)
- Bósnia e Herzegovina (3)
- Bulgária (15)
- Croácia (11)
- Chipre (18)
- Chéquia (23)
- Dinamarca (18)
- Estónia (23)
- Finlândia (50)
- França (35)
- Geórgia (1)
- Alemanha (51)
- Grã-Bretanha (42)
- Grécia (50)
- Hungria (44)
- Islândia (3)
- Irlanda (20)
- Israel (16) (anfitrião)
- Itália (53)
- Kosovo (2)
- Letónia (23)
- Liechtenstein (1)
- Lituânia (16)
- Luxemburgo (3)
- Malta (3)
- Moldávia (5)
- Mónaco (1)
- Montenegro (1)
- Países Baixos (19)
- Macedônia do Norte (1)
- Noruega (23)
- Polónia (41)
- Portugal (15)
- Roménia (31)
- San Marino (1)
- Sérvia (25)
- Eslováquia (14)
- Eslovênia (32)
- Espanha (43)
- Suécia (34)
- Suíça (46)
- Turquia (46)
- Ucrânia (19)

Legenda
| Recorde mundial       | Recorde mundial (World record)               |                       | Recorde africano                      | Recorde africano (African) |                                           | Q | Classificado por posição (Qualified) |
| Recorde do campeonato | Recorde do campeonato (Championship record)  | Recorde da América    | Recorde da América (Americas)         | q                          | Classificado por melhor tempo (Qualified) |   |                                      |
| Melhor marca do ano   | Melhor marca do ano (World leading)          | Recorde asiático      | Recorde asiático (Asian)              | DNS                        | Não largou (Did not start)                |   |                                      |
| Recorde nacional      | Recorde nacional (National record)           | Recorde europeu       | Recorde europeu (European)            | DNF                        | Não terminou (Did not finish)             |   |                                      |
| Recorde pessoal       | Recorde pessoal do atleta (Personal best)    | Recorde da Oceania    | Recorde da Oceania (Oceania)          | DSQ / DQ                   | Desclassificado (Disqualified)            |   |                                      |
| Recorde da temporada  | Recorde da temporada do atleta (Season best) | Recorde sul-americano | Recorde sul-americano (South America) | NM                         | Sem marca (No mark)                       |   |                                      |